# Richard van Kempen
Richard van Kempen (Alphen aan den Rijn, 23 augustus 1964) is een voormalig Nederlands marathonschaatser. Zijn bijnaam was Poeske, een verwijzing naar zijn katachtige rijstijl en gekromde rug.

## Biografie
Van Kempen was in de jaren na 1985 verreweg de meest succesvolle schaatser in het marathonschaatsen. Hij won in 1986, 1987, 1988 en 1992 de KNSB Cup en boekte 47 marathonoverwinningen op kunstijs. In totaal boekte hij 112 overwinningen op kunst- en natuurijs samen. Drie keer was hij winnaar van de Heineken-Zesdaagse. In 1991 werd Van Kempen nationaal marathonkampioen op kunstijs en in 1996 won hij het ONK marathon op natuurijs in Oostenrijk op de Plansee bij Reutte. 
Zijn zeges boekte Van Kempen vooral op kunstijs. Hij nam alleen deel aan de dertiende editie van de Elfstedentocht (1985), waarin hij als 92e eindigde. Ook nam hij zeven keer deel aan de Alternatieve Elfstedentocht in Finland. Zijn laatste deelname, in 1996, bracht hem zijn grootste overwinning op natuurijs en zijn eerste overwinning in een 200-kilometerrace. In een eindsprint was hij de snelste van een groep van vijftien. Op de Weissensee eindigde hij bij de Alternatieve Elfstedentocht eenmaal als 2e, 3e, 5e en 7e.
Van 1987 tot 1990 nam Van Kempen vier keer deel aan het nationaal afstandskampioenschap op de 10.000 meter. Hij eindigde alle keren in de achterhoede. Zijn record op deze langebaanafstand, gereden in december 1987 in Thialf, Heerenveen, was 14.40,67.
Van Kempen was na zijn actieve loopbaan onder andere ploegleider bij Nuon/Dasia en assistent-coach bij de BAM-schaatsploeg. Van augustus 2014 tot oktober 2015 was hij werkzaam voor de KNSB als Competitieleider Marathon. Later werd hij voorzitter van de Scheidsrechterscommissie Marathon bij de KNSB.